# Minamiechizen
Minamiechizen (japanska: 南越前町?, Minamiechizen-chō) är en landskommun (köping) i Fukui prefektur i Japan.  
Kommunen bildades 2005 genom en sammanslagning av kommunerna Imajō, Kōno och Nanjō.